# Jüdischer Friedhof (Grüningen)

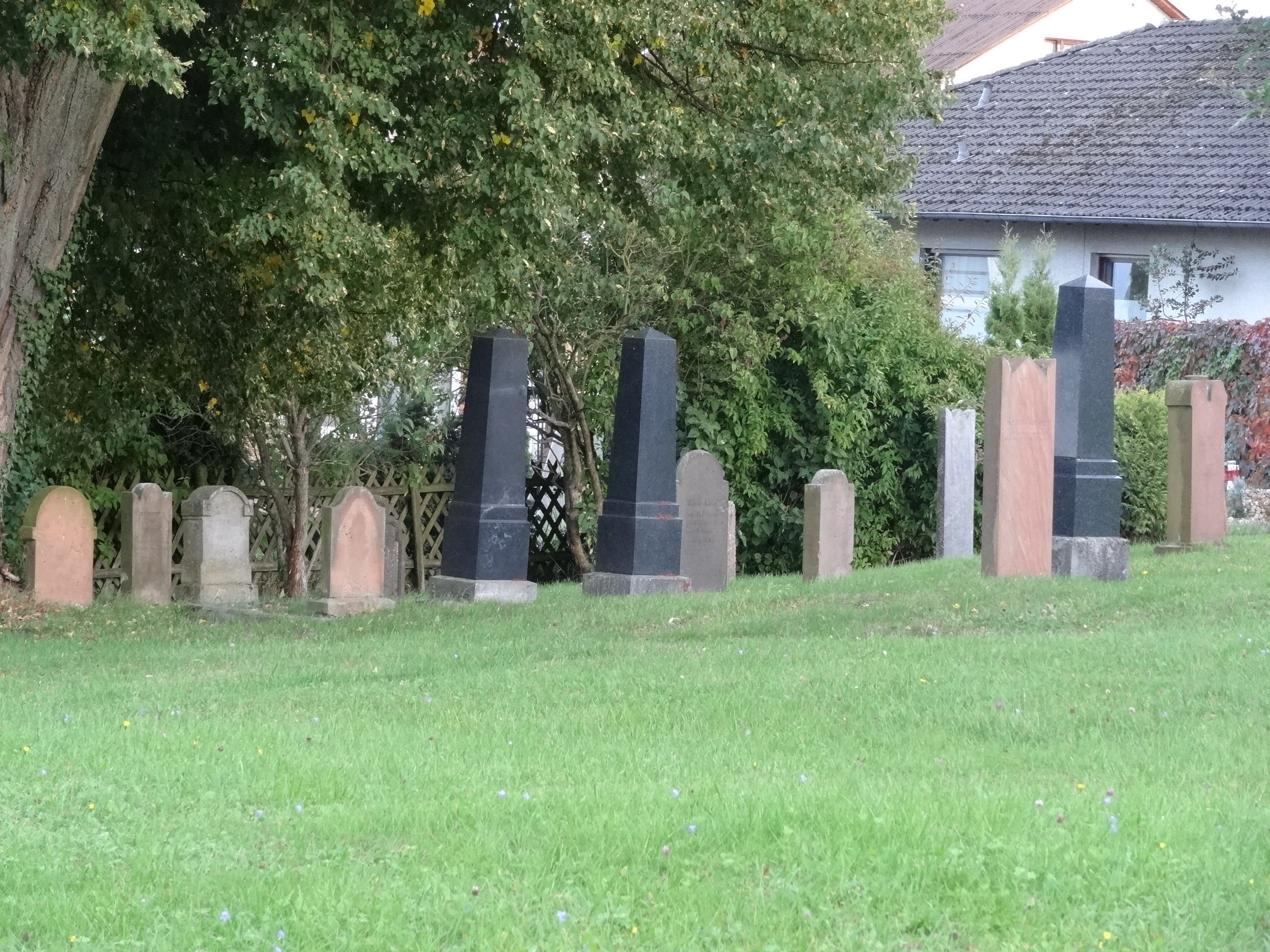
Ansicht des Friedhofs

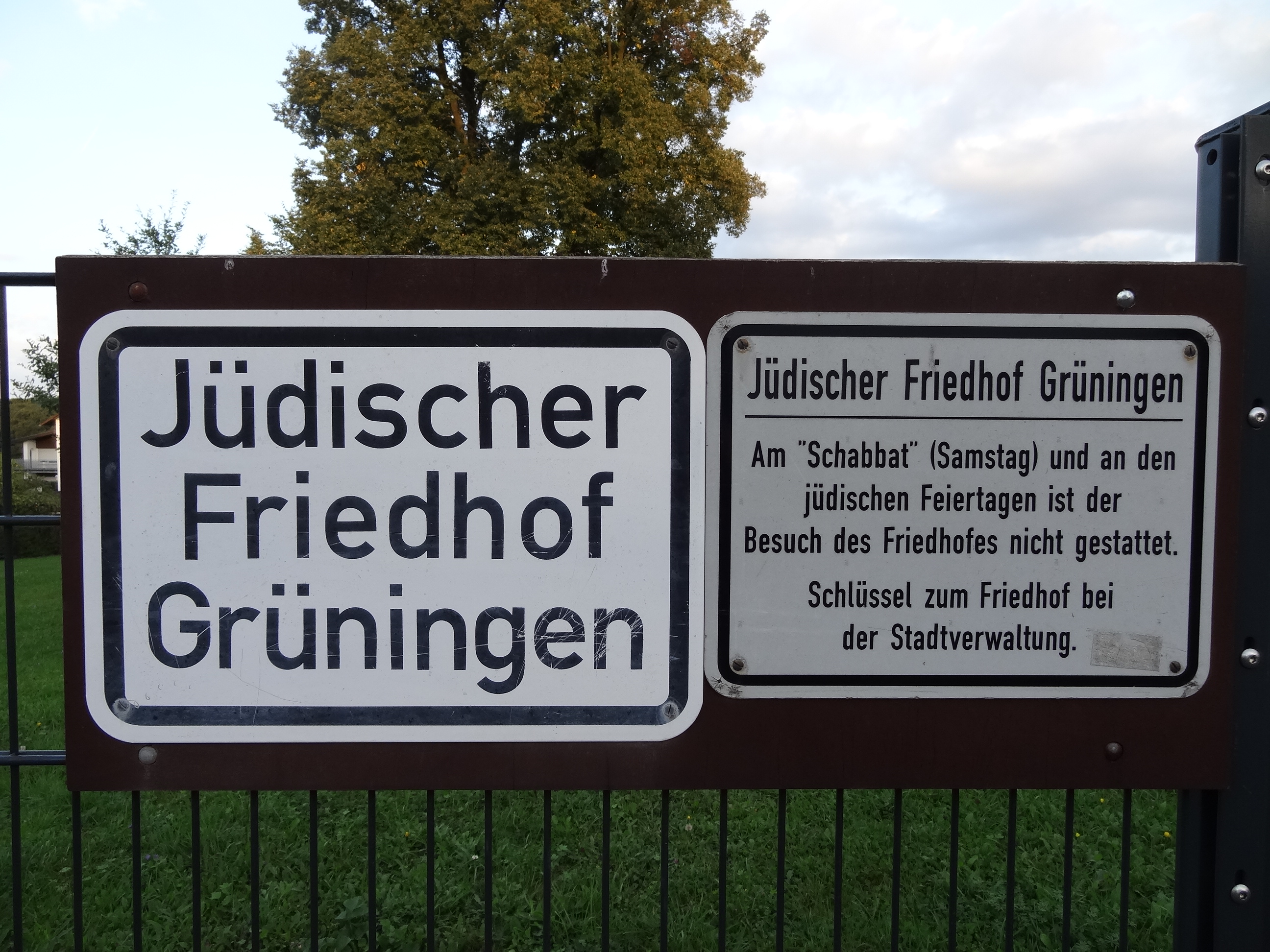
Eingang zum jüdischen Friedhof in Grüningen

Der Jüdische Friedhof in Grüningen, einem Ortsteil der Stadt Pohlheim im Landkreis Gießen in Hessen, wurde um 1836 errichtet.
Der jüdische Friedhof in Grüningen war ein gemeinsamer Friedhof für die in Grüningen sowie im südlich davon gelegenen Holzheim lebenden Juden. Er besitzt eine Fläche von 7,23 Ar.